# 前額葉皮質
前額葉皮質（prefrontal cortex, PFC）位于大脑额叶的前部、运动皮层和前运动皮层的前方，包含布罗德曼分区中的BA8、BA9、BA10、BA11、BA12、BA13、BA14、BA24、BA25、BA32、BA44、BA45、BA46，以及BA47区。
一般认为，前额叶皮质与人生存的慾望以及性格有关。具体来说，前额叶皮质涉及与计划相关的高层次认知活动、人格表现、作出决定的过程，以及调节社会活动、语言功能的某些方面等行为，能根据内在目标组织思考与行为。
按照细胞结构学来讲，脑前额叶外皮通过第四层大脑皮质而被定义存在。运动前区皮层可以通过几种方法来分，其中一种把它分为：前额脑区底部和腹内侧前额叶皮层；背外側前額葉皮層；前扣带皮层和后扣带皮层。